# Oidipus na Kolónu
Oidipus na Kolónu je druhý díl příběhu "Thébské trilogie“, spolu s předcházejícím dílem Král Oidipus a navazující Antigonou. Autorem her je řecký dramatik Sofoklés. Tragédie Oidipus na Kolónu však vznikla jako poslední z her "Thébské trilogie", krátce před Sofoklovou smrtí v roce 406 př. n. l.. Byla představena jeho vnukem (který se rovněž jmenoval Sofoklés) na dionýsiích v roce 401 př. n. l.

## Obsah

### Předcházející děj
Když thébský král Oidipus získal nezvratné důkazy o tom, že jeho manželka je jeho matka a že svého otce sám zavraždil, oslepil se a chtěl odejít ze země. Jeho švagr Kreón mu v tom však dlouho bránil a teprve když Oidipus svému osudu uvykl a po odchodu přestal toužit, vyhnal jej. Oidipus proto se svou dcerou Antigonou opustil Théby. Po dlouhé cestě došli na chlum poblíž Athén, jménem Kolonos (podle sochy hrdiny Kolona). Zde děj tragédie začíná.

### Děj hry
Oidipus potká starce, od nichž se dozví, že je na svatém místě. Novina, že Oidipus je poblíž Athén, se mezitím rychle roznesla po zemi a donesla se až k athénskému králi Théseovi. Ten se za Oidipem vydá a potká jej jako starého, vyčerpaného a sešlého slepého starce. Oidipus mu svěří své proroctví. Tvrdí, že i když ho jeho synové z Théb vyhnali, Kreón se nyní bude v zájmu vlastního prospěchu snažit o jeho návrat, v Thébách se totiž schyluje k válce. V boji o trůn se ho na svou stranu budou snažit dostat i jeho synové. Oidipus proto Thésea prosí, aby ho bránil a nechal ho zemřít ve své zemi, za to mu slibuje, že se jemu i celé zemi odvděčí. Theseus mu na to dá své slovo.
Oidipovo proroctví se brzy vyplnilo, jeho švagr Kreón přijde na Kolonos, aby jej nejprve po dobrém, později po zlém přemluvil k návratu do Théb. Oidipus se proti návratu hájí tím, že když prosil, aby byl vyhnán, nechali ho trápit se, ale když se konečně smířil se svým osudem, vyhnali ho. Aby Kreón starce k návratu donutil, unese jeho dceru,Theseus jí ovšem přivede zpět. Za Oidipem následně přijde jeho prvorozený syn Polyneikés a prosí otce, aby se jej zastal v boji o trůn, protože jako prvorozený má na trůn největší právo. Oidipus mu však vyčte, že s ním nebyl, když ho Kreón z Théb vyhnal a prokleje ho: jeho osudem bude zemřít v boji s vlastním bratrem.
Zanedlouho Oidipus pocítí, že přichází jeho smrt. Zavolá tedy Thesea, aby mu sdělil, že místo jeho smrti je potřeba chránit a udržet v tajnosti: kdyby na něj totiž vstoupili lidé nebo vojska, potkala by zemi pohroma. Zároveň Theseovi svěří do opatrování svou dceru. Potom Oidipa k sobě zavolá Bůh (symbolizovaný ve hře hlasem), otevře se země a Oidipa pohltí. Truchlící dcera chce sice po Theseovi znát místo otcovy smrti, avšak Theseus jej podle slibu neprozradí.

## Citace u jiných autorů
Vzhledem k pochmurnému vyznění hry – stařec zklamaný světem se v ní chystá na smrt, avšak ani před smrtí nemá klid od své rodiny – najdeme slavný citát v Schopenhauerově hlavním díle: Svět jako vůle a představa. Schopenahuer jej používá jako jeden z mnoha k doložení skutečnosti, že tento svět není nejlepší z možných (jak tvrdil Leibniz), ale nejhorší z možných. 
Nezrodit se vůbec
je pak moudrost největší;
kdo na svět přijde však, je druhá výhoda
co nejrychleji se vrátit 
tam zas, odkud vzešel. 